# Leopoldo De Chazal
Pour les articles homonymes, voir Chazal.
Pas d'image ? Cliquez ici

a Compétitions nationales et continentales officielles uniquement.

b Matchs officiels uniquement.
Dernière mise à jour le 23 septembre 2017.
Leopoldo De Chazal, né le 8 mai 1975 à Tucuman, est un joueur de rugby argentin, évoluant au poste de pilier (1,80 m pour 118 kg).

## Carrière

### Club
Leopoldo De Chazal a évolué au Venise Mestre Rugby en Italie.

### Équipe nationale
Leopoldo De Chazal a connu 4 sélections internationales en équipe d'Argentine entre 2001 et 2005. Il fait ses débuts  le 19 mai 2001 contre l'équipe d'Uruguay.

## Palmarès

### Sélections nationales
- 4 sélections en équipe d'Argentine
- Nombre de sélections par année : 2 en 2001, 1 en 2004, 1 en 2005